# Jiajak Jaqeli
Jiajak Jaqeli (en georgiano: ჯიააგყ ჯაყელი) fue la emperatriz consorte de Alejo II de Trebisonda.

## Familia
Jiajak era hija de Beka I Jaqeli, atabeg de Mesjetia. Los Jaqelis ocupaban el cargo feudal georgiano de Eristavi, que podría ser «gobernador de una región» o «comandante del ejército», aproximadamente equivalente a los strategos bizantinos y normalmente traducido en español como «duque».

## Matrimonio
El matrimonio de Jiajak con Alejo II pudo haber ocurrido hacia 1300. El emperador bizantino Andrónico II Paleólogo había sido su guardián y quería que Alejo se casara con una hija del alto funcionario Nicéforo Cumno, pero, sin pedir permiso, el joven se casó con Jiajak Jaqeli. Andrónico apeló a la Iglesia para anular el matrimonio, pero el patriarca se negó a ayudarlo, ya que afirmó que Jiajak ya estaba embarazada. La madre de Alejo, Eudoxia Paleóloga, que regresó a Trebisonda con el pretexto de inducir a su hijo a disolver el matrimonio, le aconsejó que se quedara con su esposa georgiana.
La duración de su matrimonio sigue siendo incierto. Alejo murió en 1330, pero no hay ningún informe cuando murió Jiajak. El Dictionnaire historique et Généalogique des grandes familles de Grèce, d'Albanie et de Constantinople (1983) de Mihail-Dimitri Sturdza la considera la primera de dos esposas. La segunda es Jigda, la única hija de Demetrio II de Georgia y su segunda esposa, Solghar, una mongol. Demetrio II practicaba la poligamia y tenía tres esposas conocidas al mismo tiempo. Si bien se informa de una hija en las «Crónicas georgianas», las crónicas no menciona que esté casada. Sin embargo, trabajos más antiguos como el Europäische Stammtafeln: Stammtafeln zur Geschichte der Europäischen Staaten (1978) por Detlev Schwennicke no mencionan ningún segundo matrimonio para Alejo II. Como resultado, la teoría de Sturdza no es universalmente aceptada.

## Descendencia
Jiajak y Alejo tuvieron al menos seis hijos:
- Andrónico III, emperador de Trebisonda desde 1330 hasta 1332.
- Basilio, emperador de Trebisonda entre 1332 y 1340.
- Miguel Anacutlu, asesinado por su hermano Andronikos III en 1330.
- Jorge Achpugas, asesinado por su hermano Andronikos III en 1330.
- Ana Anacutlu, una monja, se convirtió en Emperatriz de Trebisonda 1341-1342.
- Eudoxia, despoina de Sinope, llamada así por haberse casado con el emir de aquella ciudad.